# برادر عزیزم
برادر عزیزم (ترکی استانبولی: Canım Kardeşim) فیلمی ترکیه‌ای در سبک درام به کارگردانی ارتم اقیلمز است که در سال ۱۹۷۳ منتشر شد.

## بازیگران
- تاریک آکان
- هالیت آکچاتپه
- متین آکپینار
- عدیله ناشط
- کمال سونال
- سیتکی آکچاتپه